# I Should Be So Lucky
Az I Should Be So Lucky pop-dance dal Kylie Minogue ausztrál énekesnő második kislemeze első, Kylie című albumáról. A kislemez a Mushroom és PWL Records-nál jelent meg. A dal Kylie számára áttörést jelentett a zenei piacon, a dal több országban is listavezető lett, és felkerült a Billboard Hot 100-as listára is. A dalt a Stock Aitken Waterman trió írta, és szerződést kötöttek Kylie-val 4 stúdióalbum elkészítésére.
Az "I Should Be So Lucky" című dal elhangzott a 2023-as FIFA női világbajnokságon az Anglia – Ausztrália elleni elődöntőjében is.

## Előzmények
A debütáló "The Loco-Motion" ausztrál sikere után Kylie Londonba utazott a Stock Aitken Waterman trióhoz, azonban a csapat megfeledkezett az érkezéséről, így Kylie 40 percet várt a stúdió előtt, és kiírta a papírra a triónak, hogy "I Should Be So Lucky" (Szerencsésnek kellene lennem). Ez ötletet adott a következő kislemezhez, melyről Mike Stock dalszövegíró azt mondta: "Kylie egy nagyon sikeres, és tehetséges szappanopera sztár Ausztráliában, nem létezik, hogy mindenben szerencsés, és sikeres. Így adta az ötletet a dalszövegíróknak, hogy legyen szerencsétlen a szerelemben. Így megszületett a dalszöveg, Kylie kevesebb mint egy óra alatt felénekelte a dalt, és miután befejezték a munkát, visszarepült Ausztráliába a Neighbours (Szomszédok) forgatására.
Az "I Should Be So Lucky" egy dance-pop dal, mely olyan mint a rágógumi. Pop és new wave elemeket is tartalmaz. A dal 120 BPM-es tempójú, és kellemetlenül vékony hangú dob gép kísér végig, valamint hallható benne szintetizátor, billentyűs hangszerek, és gitár is.
A dal a kritikusok körében pozitív és vegyes kritikákat is kapott, akik úgy gondolták, hogy a dal csak egy pillanatnyi fellángolás, viszont ennek ellenére a dal számos országban slágerlista helyezéseket ért el. Többek között Ausztráliában, Németországban, Új-Zélandon, Japán, Svájc, az Egyesült Államokban, és Angliában is.
A dal elnyerte a legmagasabb kislemez eladási díjat az ARIA Awards-ot. A dal 2011-ben a Nemzetközi film és zenei adatbázisba, valamint az "Ausztrália Hangjai" zenei adatbázisba is bekerült.

## A kritikusok szemével

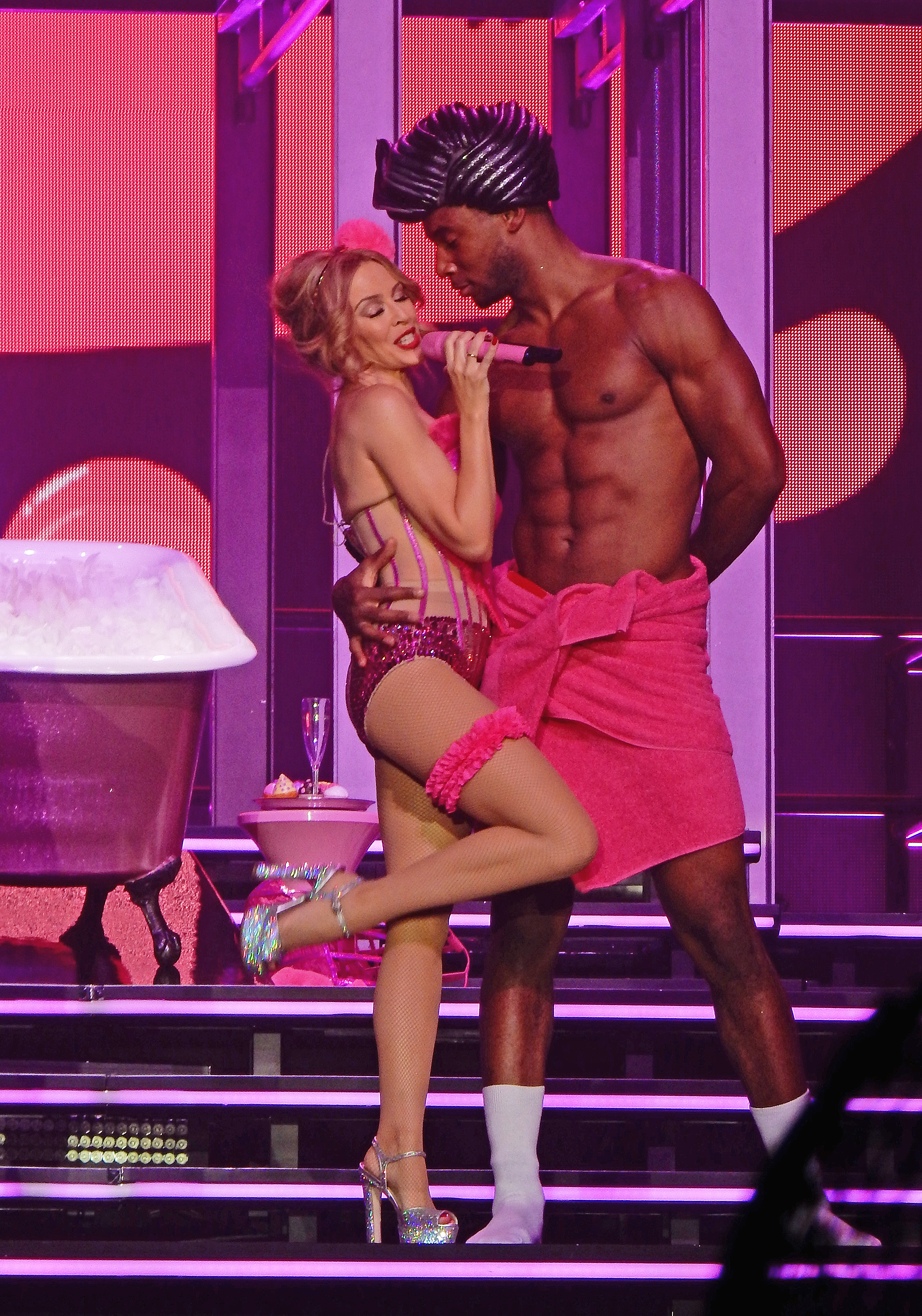
Minogue az "I Should Be So Lucky"-t énekli a 2014-es Kiss Me Once turné "Dollhouse Medley" című műsorában.

Az "I Should Be So Lucky" pozitív kritikákat kapott néhány zenekritikustól. Nick Levins a Digital Spy-tól "kiemelkedő dal"-nak nevezte. Chris True az AllMusic munkatársa felülvizsgálta az albumot, és kiemelte a dalt, mint az album kiemelkedő dalát. Az ötből három csillagot adott a kislemeznek. A The Best of Kylie Minogue 2012-es album kritikájában Tim Sendra kiemelte az albumot. Hunter Felt a PopMatterstől pozitív értékelést adott, és kijelentette, hogy "Kylie ártatlan, ámde erőteljes énekhangja magának a dalnak, és saját magának is magával ragadó, egy szeretett "titok". "Soha nem törődtem azzal; hogy megpróbáljam ráhangolni a barátaimat az "I Should Be So Lucky"-ra, viszont tudtam, hogy kereskedelmi kedvenc lesz néhány év múlva". Mark Edwards a Stylus Magazintól azonban csípős megjegyzést tett a dalra, és azt mondta: "Az Ultimate Kylie című válogatás album első dalait hallgatva azonnal át kell ugrani, mert ezek olyan korai dalok, mint az "I Should Be So Lucky" , és a The Loco-Motion is – hallgathatatlanok, amolyan "vinnyogó dalok" amelyet a 80-as években készített a Stock Aitken Waterman trió. A dalok visszarepítik a hallgatót abba az időbe, amikor az Egyesült Királyság slágerlistáin szereplő dalok többségét a Stock Aitken Waterman írta, vagy énekelte. James Hamilton a Record Mirror munkatársa a dalt "tipikusan fülbemászó, éles 115+1/2 bpm-es jéghideg kanyargósának nevezte a Stock Aitken Waterman selejthalmából, hozzátéve, hogy mint mostanra is, mindenkinek "rosszul kell hallania" ezt a dalt. Visszamenőleg 2021-ben a brit Classic Pop magazin a 11. helyre sorolte a Top 40-es Stock Aitken Waterman dalok listáján. 2023-ban a dalt Rober Moran, a The Sydney Morning Herald című bulvárlaptól Minogua 56. legjobb dala közé sorolta, a 183-ból. hozzátéve, hogy "a pörgős túlprodukció egy melankolikus vágyat takar".
A dalt sokan a 80-as évek vagy a 90-es évekből ismerték Minogue egyik jellegzetes dalaként, melyet sok kritikus a legjobb vagy a legrosszabb dalként jellemzett. A dal 2011-ben felkerült az Ausztrál Nemzeti Film – és Hangarchívum "Ausztrália hangjai" című nyilvántartásába is. Az "I Should Be so Lucky" összesen hét válogatás albumon jelent meg eddig, köztük az 1992-es Greatest Hits, az Ultimate Kylie és a Step Back in Time: The Definitive Collection című 2019-es válogatáson is. A dal elnyerte a legkelendőbb kislemez helyezést a 3. ARIA díjkiosztón.

## A videóklip
A videóklip rendezője Chris Lagman volt, aki az ausztrál Channel 7 stúdióban forgatta a videóklipet 1987 novemberében. A videóban Minogue az otthonában sétál, szaladgál, takarít, mindeközben vicces arcokat vág a kamerába, bemutatva ezzel a "szomszéd lány" szerepét. A videóklip VHS kazettán és DVD lemezen is megjelent a 2004-ben megjelent Ultimate Kylie albumon.
A videó egy másik változata televíziós promóció céljából készült. A videóban Minogue egy autóban ül és Sydney-ben közlekednek. A videó többi részében egy parkban tartózkodik, ahol a járókelők integetnek neki, ahogyan elmegy mellettük. Ezt a videót az Egyesült Királyságban 1987 karácsonyát mutatták be a British Telecom Tower élő adásában. (Christmas Morning With Noel Edmonds, BBC1).

## Kereskedelmi sikerek

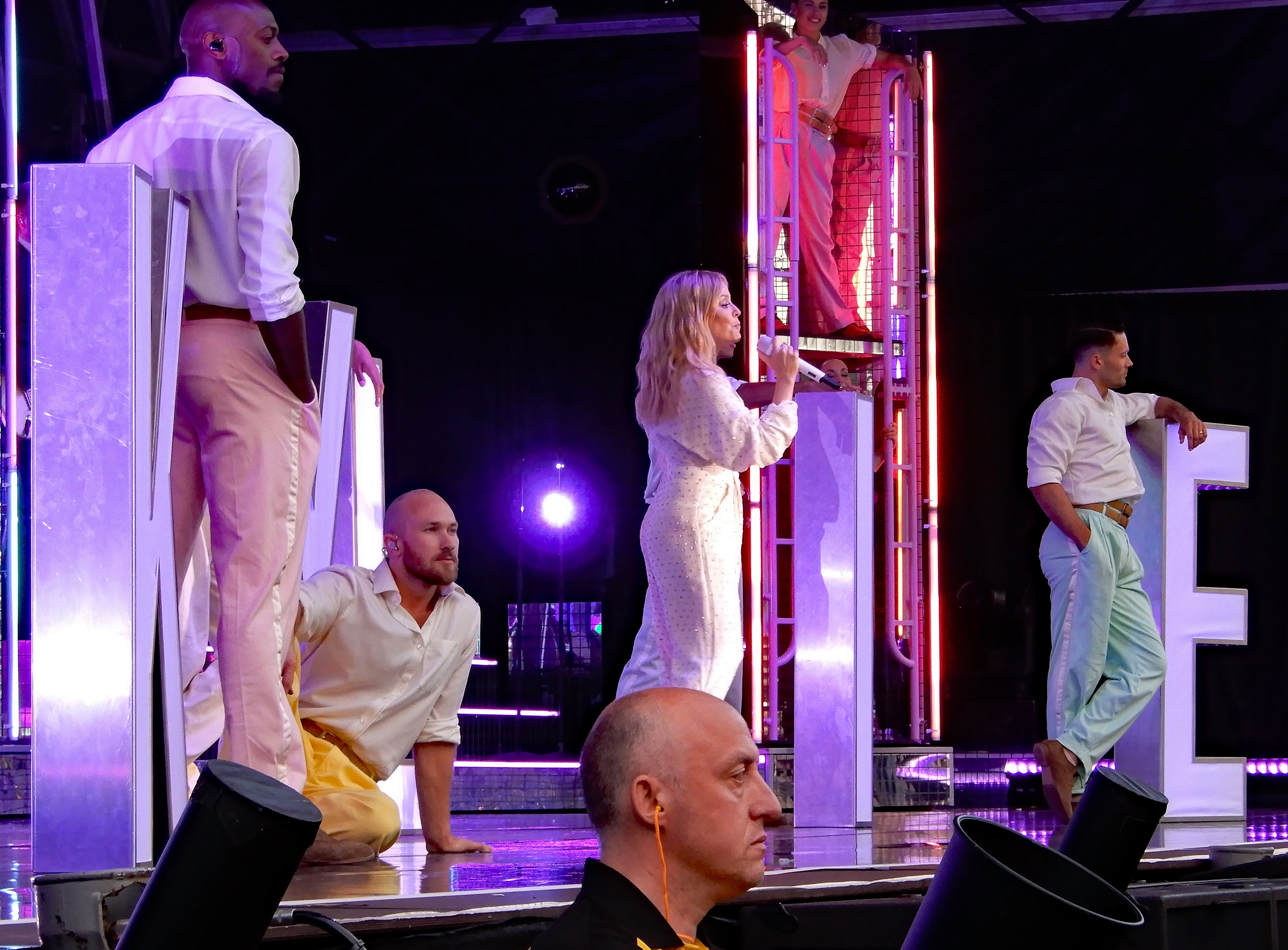
Minogue táncosokkal kísérve előadja az I Should Be So Lucky-t 2019-es nyári turnéja során a Castlefield Bowlban.

Az "I Should Be So Lucky" az Egyesült Királyságban 1987. december 29-én, míg Ausztráliában 1988. február 1-én jelent meg. A dal kereskedelmileg sikeres volt, hat egymást követő héten át az ausztrál KENT Music Report toplistán szerepelt, és a The Loco-Motion után a második 1 helyezést elért kislemez lett hazájában.
A kislemez platina minősítést kapott az ARIA által, és az 5. helyre került az 1988-as év végi slágerlistán. Új-Zélandon a dal a 15. helyre került, az Új-Zélandi Top 40-en, majd 1988. március 27-én a harmadik helyre került, tizenkét hetet töltve a listán. A dal az Egyesült Királyság kislemezlistán a 90. helyen indított, majd az 54. helyre került. Három héttel később az első helyezést sikerült elérnie, és öt hétig maradt a csúcson. A dal 12 hetet töltött a listán. Az Angol Hanglemezkiadók Szövetsége arany minősítéssel díjazta a 600.000 példányszámban elkelt dalt, mely 1988 egyik legkelendőbb kislemeze volt. Több mint 675.000-re becsülték az eladásokat.
A dal az amerikai Billboard Hot 100-as és a Hot Danc Club Play listán is a csúcson volt. A dal 1988. június 4-én a 10. helyet érte el a Hot Dance Club slágerlistán, és a 28. volt a Hot 100-as listán 1988. július 16-án. Európa szerte az "I Should Be So Lucky" Németországban, Írországban, és Svájcban is a kislemezlisták élére került. Ausztriában, Franciaországban, és Norvégiában Top 5-ös sláger volt, valamint Belgiumban, Hollandiában, Svédországban a legjobb harminc között volt. Finnországban, Izraelben, és Hong Kongban is csúcson volt. A dalt a francia Hanglemezgyártók Szövetsége (SNEP) ezüst minősítéssel díjazta. Németországban pedig arany minősítést kapott.

## Feldolgozások
2007 szeptemberében az I Should Be So Luckynak több feldolgozása is megjelent : a spanyol Soraya Arnelas előadásában, mely a Dolce Vita című albumán található, illetve egy japán hiphop duó a – Mihimaru Gt – feldolgozásában dupla A oldalas kislemezen jelent meg 2007 novemberében. A dal rock verzióján a Northem Kings is megjelentette a Rethroned című 2. stúdióalbumukon. A dalt egy brazil előadó Simony is rögzítette Acho Que Sou Louca címmel 1992-ben, illetve egy egyiptomi verziója is készült a dalnak, mely Bahibak Aawy címmel jelent meg az egyiptomi popénekes Simon előadásában. A francia Noel Akchote gitáros 2007-es albumán So Lucky címmel szerepel egy instrumentális változatban is.

## Élő előadások
Minogue az alábbi koncert turnékon adta elő a dalt:
- Disco in Dream/The Hitman Roadshow
- Enjoy Yourself Tour (Extended Mix performed)
- Rhythm of Love Tour (Extended Mix performed)
- Let's Get to It Tour (Extended Mix performed)
- Intimate and Live Tour (Torch Version)
- On A Night Like This Tour
- KylieFever2002 (as a medley with "Dreams")
- Showgirl: The Greatest Hits Tour
- Showgirl: The Homecoming Tour
- KylieX2008 (added as an encore from 17 May performance in Bucharest)
- Aphrodite: Les Folies Tour (only in the Japanese performances)
- For You, for Me (Torch version)
- Kiss Me Once Tour (part of a medley)
- Kylie Summer 2015 Tour (shortened a cappella version)
- Summer 2019

## Formátumok és számlista
| 7" kislemez 1. "I Should Be So Lucky" – 3:24 2. "I Should Be So Lucky" (Instrumental) – 3:24 12" bakelit 1. "I Should Be So Lucky" (Extended Version) – 6:08 2. "I Should Be So Lucky" (Instrumental) – 3:24 12" (The Bicentennial Mix) kislemez 1. "I Should Be So Lucky" (Bicentennial Mix) – 6:12 2. "I Should Be So Lucky" (Instrumental) – 3:24 Észak-Amerika 12" bakelit 1. "I Should Be So Lucky" (Original Mix) – 6:00 2. "I Should Be So Lucky" (Dance Remix) – 6:10 3. "I Should Be So Lucky" (Instrumental) – 3:24 | iTunes digital EP - Remixes 1. "I Should Be So Lucky" (Extended Version) 2. "I Should Be So Lucky" (The Bicentennial Remix) 3. "I Should Be So Lucky" (7" instrumental) 4. "I Should Be So Lucky" (7" backing track) 5. "I Should Be So Lucky" (12" remix) 6. "I Should Be So Lucky" (12" remix instrumental) 7. "I Should Be So Lucky" (12" remix backing track) Egyéb hivatalos verzió 1. "I Should Be So Lucky/Dreams" (Fever2002 Tour Studio Version) |

## Slágerlista
| Slágerlista (1987–88)                 | Legjobb helyezések |
| ------------------------------------- | ------------------ |
| Australia (Kent Music Report)         | 1                  |
| Ausztria (Ö3 Austria Top 40)          | 4                  |
| Belgium (Ultratop 50 Flanders)        | 8                  |
| Kanada Top Singles (RPM)              | 61                 |
| Hollandia (Single Top 100)            | 12                 |
| Hollandia (Top 40)                    | 14                 |
| Europe (European Hot 100 Singles)     | 1                  |
| Finland (Suomen virallinen lista)     | 1                  |
| Franciaország (Single Top 100)        | 4                  |
| Németország (Media Control Charts)    | 1                  |
| Hong Kong (IFPI)                      | 1                  |
| Írország (IRMA)                       | 1                  |
| Japan (Oricon Singles Chart)          | 63                 |
| Hollandia (Single Top 100)            | 12                 |
| Új-Zéland (Recorded Music NZ)         | 3                  |
| Norvégia (VG-lista)                   | 5                  |
| Svédország (Sverigetopplistan)        | 13                 |
| Svájc (Schweizer Hitparade)           | 1                  |
| Egyesült Királyság (UK Singles Chart) | 1                  |
| US Billboard Hot 100                  | 28                 |
| US Hot Dance Club Songs (Billboard)   | 10                 |

| Slágerlista (1988)                           | Helyezések |
| -------------------------------------------- | ---------- |
| Ausztrália (ARIA)                            | 5          |
| Ausztria (Ö3 Austria Top 40)                 | 30         |
| Belgium (Ultratop 50 Flanders)               | 80         |
| Németország (Official German Charts)         | 16         |
| Új-Zéland (Recorded Music NZ)                | 27         |
| Egyesült Királyság (Official Charts Company) | 3          |

| Slágerlista (1985–89)             | Helyezés |
| --------------------------------- | -------- |
| Európa (European Hot 100 Singles) | 7        |

## Minősítések és eladások
| Ország                   | Minősítés | Eladás  |
| ------------------------ | --------- | ------- |
| Ausztrália (ARIA)        | platina   | 70.000  |
| Franciaország (SNEP)     | ezüst     | 250.000 |
| Németország (BVMI)       | arany     | 250.000 |
| Japán                    |           | 30.140  |
| Egyesült Királyság (BPI) | arany     | 702.850 |

## Külső hivatkozások
- Kylie Minogue hivatalos honlapja (angol nyelven)